# Jayabahu II
Jayabahu II , aussi nommé Vira Parakrama Bãhu VII, est un roi du royaume de Kotte, de la dynastie Siri Sanga Bo, dans l'actuel Sri Lanka.

## Biographie
Parakramabahu VI de Kotte abdique en faveur du fils de sa fille Ulakudaya-devi, Jayavira Parakramabahu nommé également Jayabahu II. Son règne est court et vers 1470 il est tué par son oncle le prince Sapumal Kumaraya qui régnait à Jaffna qui assume le pouvoir sous le nom de Bhuvanaikabahu VI.